# Laterala vestibulariskärnan
Laterala vestibulariskärnan är en grupp tätt hopfogade och antagligen funktionellt sammanlänkade nervceller som ligger dorsalt i förlängda märgen. Den får information från innerörat om balans vilket är viktigt bland annat för koordinationen av ögonrörelser. De stora nervceller som bildar kärnan ligger samlade i två laterala grupper, vilket syns tydligt i histologiska snitt. Celler som syns är bland annat astrocyter och oligodendrocyter.